# Liste der Gemeinden von Kinshasa
Liste der Gemeinden von Kinshasa
Die Hauptstadt der Demokratischen Republik Kongo ist den Provinzen gleichgestellt und gliedert sich in 24 Gemeinden (communes). 

## Karte
| \| Gemeinden von Kinshasa \| |                     |
| Brazzaville Kongo Pool Malebo Baie de Ngaliema Gombe Barumbu Kin. Ling. K.-V. Ng.-Ng. Kal. Banda- lungwa Kintambo Ngaliema Selembao Bumbu Makala Ngaba Lemba Limete Matete Kinsenso Masina Ndjili Kimbanseke Nsele Mont Ngafula Nsele Maluku |                     |
| Abkürzungen: Kinshasa (Kin.), Kasa-Vubu (K.-V.), Lingwala (Ling.), Ngiri-Ngiri (Ng.-Ng.) |                     |
| Gemeinden von Kinshasa | Flagge von Kinshasa |

## Statistische Daten
Kinshasa (lingala: Kinsásá) ist zwar Hauptstadt, ist aber verwaltungstechnisch den Provinzen gleichgestellt und wird von einem Gouverneur verwaltet. Sie ist in Gemeinden (communes) aufgeteilt, welcher jeweils ein vom Staatspräsidenten per Dekret ernannter Bürgermeister vorsteht. Die nach der Fläche größte Stadtgemeinde ist Maluku mit 7.948,80 Quadratkilometern (Anteil an der Gesamtfläche 79,8 Prozent). Die kleinste Gemeinde ist Kintambo mit 2,72 Quadratkilometern (0,03 Prozent). Die höchste Einwohnerzahl hat Kimbanseke mit 946.372 (Anteil an der Gesamtbevölkerung 13,5 Prozent). Die niedrigste Bevölkerungszahl hat das "Regierungsviertel" Gombe (auch La Gombe) mit 32.373 Einwohnern (0,5 Prozent). Die Gemeinde mit der höchsten Bevölkerungsdichte ist Bumbu mit 62.120 Einwohnern je Quadratkilometer. Die geringste Dichte hat Maluku mit 23 Einwohnern je Quadratkilometer. 
Die Einwohnerzahlen in der folgenden Tabelle sind eine Schätzung des Statistischen Amtes der Demokratischen Republik Kongo (Institut National de la Statistique) aus dem Jahre 2004.
| Name         | Fläche in km² | Einwohner 2004 | Einwohner je km |
| ------------ | ------------- | -------------- | --------------- |
| Bandalungwa  | 6,82          | 202.341        | 29.669          |
| Barumbu      | 4,72          | 150.319        | 31.847          |
| Bumbu        | 5,30          | 329.234        | 62.120          |
| Gombe        | 29,33         | 32.373         | 1.104           |
| Kalamu       | 6,64          | 315.342        | 47.491          |
| Kasa-Vubu    | 5,05          | 157.320        | 31.152          |
| Kimbanseke   | 237,78        | 946.372        | 3.980           |
| Kinshasa     | 2,87          | 164.857        | 57.441          |
| Kintambo     | 2,72          | 106.772        | 39.254          |
| Kisenso      | 16,60         | 386.151        | 23.262          |
| Lemba        | 23,70         | 349.838        | 14.761          |
| Limete       | 67,60         | 375.726        | 5.558           |
| Lingwala     | 2,88          | 94.635         | 32.859          |
| Makala       | 5,60          | 253.844        | 45.329          |
| Maluku       | 7.948,80      | 179.648        | 23              |
| Masina       | 69,93         | 485.167        | 6.938           |
| Matete       | 4,88          | 268.781        | 55.078          |
| Mont Ngafula | 358,92        | 261.004        | 727             |
| Ndjili       | 11,40         | 442.138        | 38.784          |
| Ngaba        | 4,00          | 180.650        | 45.163          |
| Ngaliema     | 224,30        | 683.135        | 3.046           |
| Ngiri-Ngiri  | 3,40          | 174.843        | 51.424          |
| Nsele        | 898,79        | 140.929        | 157             |
| Selembao     | 23,18         | 335.581        | 14.477          |
| Kinshasa     | 9.965,21      | 7.196.648      | 722,18          |